# ماري إيرما هيلغر
ماري إيرما هيلغر (بالإنجليزية: Mary Irma Hilger)‏ هي ممرضة وراهبة أمريكية، ولدت في 12 يوليو 1917 في مقاطعة رينو في الولايات المتحدة، وتوفيت في 22 فبراير 2003 في بروكن أرو في الولايات المتحدة.